# Efsztáthiosz Tavlarídisz
Efsztáthiosz Tavlarídisz (görögül: Στάθης Ταυλαρίδης) (Serres, 1980. január 25.) görög válogatott labdarúgó, aki jelenleg a Panathinaikósz játékosa.

## Sikerei, díjai
- Arsenal
  - FA-kupa: 2001–02